# Пурусзавры
Пурусзавры (лат. Purussaurus) — вымерший род кайманов, включавший в себя три вида (типовой — Purussaurus brasiliensis), обитавший на территории современной Южной Америки в миоцене приблизительно 8 миллионов лет назад.

## Открытие
Первый и наиболее крупный вид пурусзавра, Purussaurus brasiliensis, в виде ныне утерянного фрагмента нижней челюсти впервые был обнаружен в районе реки Пурус, Бразилия, и получил первоописание от бразильского ботаника Жуана Барбозы Родригиса ещё в 1892 году. Отсюда и происходит данное роду название — «ящер с реки Пурус». Но в 1936 году самостоятельность пурусзавра как рода была поставлена под сомнение палеонтологом Брайаном Паттерсоном, который включал его в род современных кайманов, включающий в себя широкомордого, крокодилового и якарского кайманов. Однако, классификация пурусзавра как Caiman brasiliensis не была поддержана в научном мире, по причине наличия вполне очевидных различий между пурусзавром и представителями современного рода.
Второй вид пурусзавра был описан американским палеонтологом Чарльзом Муком (Charles Craig Mook) в 1921 году по частичному скелету, но при этом окаменелости этого животного терпели некоторую путаницу с другими родами крокодилов. От Мука вид получает название Dinosuchus neivensis, а фрагменты другой челюсти с зубами классифицируются им как принадлежащие Brachygnathosuchus brasiliensis. Затем в 1965 году американский палеонтолог Уанн Лэнгстон пересматривает обоих, в итоге относя к современному роду кайманов, обозначая вид как Caiman neivensis. Наконец, лишь в 1989 бразильский учёный Жан Бокуэнтин Вильянуэва классифицирует эти останки как второй вид пурусзавра. Вид получил название Purussaurus neivensis — это название было дано в честь колумбийского города Нейва, рядом с которым были обнаружены окаменелости.
Третий вид, Purussaurus mirandai, был описан тремя южноамериканскими палеонтологами: Оранхель Агилера, Дуглас Рифф и Жан Бокуэнтин Вильянуэва, в 2006 году. Название дано в честь национального героя этой страны, Франсиско Миранды.

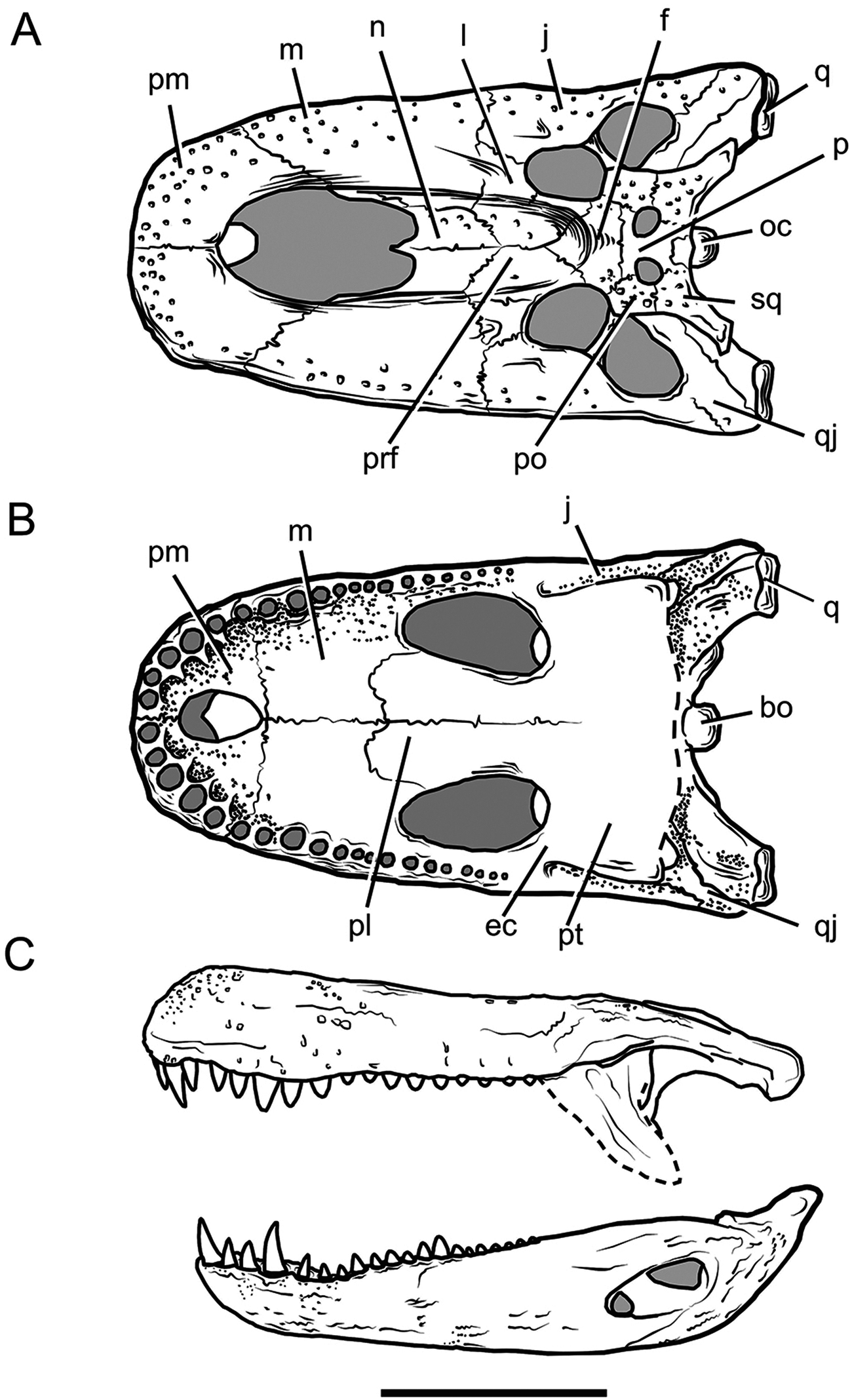
Реконструкция черепа бразильского пурусзавра.

## Внешний вид
У пурусзавра был невероятно массивный, короткий и мощный череп, несвойственный современным крокодилам. Длина черепа одной крупной особи вида Purussaurus brasiliensis (DGM 527-R) оценивается примерно в 1,45—1,5 м, а общая длина, рассчитанная по черепу (путем сравнения с современным миссисипским аллигатором), составляет 10,28 м при массе более 5 тонн. Другой достаточно крупный экземпляр пурусзавра (UFAC 1403) не намного меньше — длина его черепа оценивается в 1,4 м, а общая длина (путем сравнения с современным широкомордым кайманом) — в 9,9—15,8 метров, масса — в 5,6—12,6 тонн. Огромные размеры также подтверждает примерно 1,62 метровая нижняя челюсть, найденная в 2010 году. Это позволяет сделать очень осторожный вывод о том, что примерно такого размера в среднем достигали взрослые особи вида Purussaurus brasiliensis. Исходя из этого, вероятно, крупнейшие экземпляры могли вырастать более 15 метров в длину и весить более 14 тонн. Вид Purussaurus mirandai не намного меньше, чем Purussaurus brasiliensis, и обладал схожим по строению черепом, крупнейший из которых имеет длину около 122 см. Purussaurus neivensis, напротив, значительно меньше и имеет более типичную для современных крокодилов форму морды.
Учитывая крупный размер пурусзавра, он был подвержен действию гигантотермии и за счет крупных размеров мог поддерживать относительно постоянную температуру тела, несмотря на то, что являлся пойкилотермным животным. Как и у современных крокодилов, у пурусзавра был сильный хвост, а его тело покрывали мощные остеодермы, участвовавшие в терморегуляции.

## Образ жизни
Пурусзавр находился на самой вершине пищевой цепи в своей среде обитания, будучи хищником, относительно гораздо лучше приспособленным к захвату крупной добычи, чем современные кайманы.
Помимо массивного и короткого черепа, хорошо подходящего для выкусывания кусков плоти и дробления костей, у пурусзавра также имелись ложнозифодонтные пильчатые края на зубах, предназначенные для разрезания мяса и отсутствующие у современных крокодилов и аллигаторов. Согласно расчетам, 8,4 тонный пурусзавр в среднем съедал от 21,6 до 59,5 кг пищи в день и был способен сжимать челюсти с силой свыше 69 кН. В другом исследовании, на основе промеров силы укуса современных крокодилов, сила укуса пурусзавра была рассчитана в 178587.9 Н. Кроме того, по данным этой работы пурусзавр был способен совершать так называемое «смертельное вращение», позволяющее современным крокодилам эффективно убивать и расчленять крупную добычу путем выкручивания из неё кусков мяса.

Крупнейшие наземные млекопитающие, обитавшие по соседству с пурусзавром — астрапотерии, такие как гранастрапотерии и ксенастрапотерии, достигали размеров больших современных носорогов и были, вероятно, их основной добычей. Огромная черепаха ступендемис, с длинной панциря в 1,8—3,3 м, также была заманчивой добычей для пурусзавров, которые могли использовать свои притупленные зубы, находившиеся у основания челюстей, чтобы раздробить панцирь. Другие крокодиломорфы, в частности, рыбоядный грипозух, близкий по размерам к пурусзавру, также время от времени могли становиться добычей. Более мелкие животные, такие как летучие мыши, птицы, крупная рыба, речные дельфины и обезьяны, в свою очередь, служили пищей для молодых пурусзавров и, вероятно, оппортунистически могли употребляться взрослыми особями (в особенности, небольших видов).